# Temelucha nevadica
Temelucha nevadica är en stekelart som beskrevs av Dasch 1979. Temelucha nevadica ingår i släktet Temelucha och familjen brokparasitsteklar. Inga underarter finns listade i Catalogue of Life.